# Цусимский инцидент

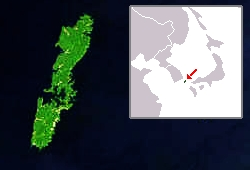
Спутниковый снимок и георасположение Цусимы

Цусимский инцидент (яп. ロシア軍艦対馬占領事件 Росиа сэнкан Цусима сэнрё: дзикэн, «Инцидент с захватом Цусимы российскими военными судами») — международный инцидент 1861 года, ставший причиной обострения отношений между Российской империей и Японией, которую поддерживала Великобритания.
Поводом к его началу стало страстное желание ряда российских чиновников, в том числе и самого императора Александра II, основать стратегически важный порт в полностью свободном ото льда заливе на острове Цусима в Цусимском проливе Японского моря. Сторонниками создания такого порта были великий князь Константин Николаевич и командующий русской эскадрой в Тихом океане капитан 1-го ранга И. Ф. Лихачёв. Тогдашний глава внешнеполитического ведомства России А. М. Горчаков не был поставлен в известность о реализуемом проекте. Исполнение было поручено капитану 1-го ранга И. Ф. Лихачёву и командиру корвета «Посадник» флигель-адъютанту Н. А. Бирилёву.

## Ход событий
Создание Первой независимой эскадры Тихого океана требовало новых мест базирования в незамерзающих портах, находящихся на путях выхода в океан из портов России, Японии, Кореи и Китая. Одним из таких мест был выбран остров Цусима. Вместе с тем, российское правительство желало вести дело о строительстве пункта базирования в обход центральных властей Японии, чтобы не привлекать большого внимания мировых дипломатических кругов.
17 июня 1860 года корвет «Посадник» под командованием флигель-адъютанта Н. А. Бирилёва прибыл на внутренний рейд Нагасаки — конечный пункт плавания, где пополнил состав эскадры Китайского моря (Первая независимая эскадра Тихого океана) под началом капитана 1-го ранга И. Ф. Лихачёва, тем самым завершив полукругосветное плавание из Кронштадта.
Первые переговоры с губернатором Инасы Окаба Суруга-но-ками об аренде земли в деревне Инаса — места где в 1858 году ремонтировался фрегат «Аскольд», и где остались: казарма, шлюпочно-такелажный склад и кузница — состоялись в Нагасаки 2 ноября 1860 года. С русской стороны были 20 офицеров, в том числе лейтенант А. А. Корнилов (командир клипера «Джигит», флаг-капитан Мусин-Пушкин и флигель-адъютант Н. А. Бирилёв (командир корвета «Посадник»). Все переговоры велись через двух переводчиков. После переговоров русские офицеры были приглашены 4 ноября на ежегодный праздник Минури — день основания Нагасаки. После заключения договора, Н. А. Бирилёв занялся обустройством территории — распорядился построить небольшой сухарный завод, дом для офицеров и баню для всех. Но создание станции под Нагасаки не было конечной целью, и Н. А. Бирилёв попросил губернатора Инасы составить протекцию перед цусимским губернатором Со Цусима-но-ками, дабы он временно разрешил корвету «Посадник» находиться на острове Тсу-Симе (Цусима) в бухте Татамура на полуострове Имосаки. Так же и И. Ф. Лихачёв встретился с губернатором Окаба Суруга-но-ками и убедил его, что устройство русскими станции на Цусиме является благом для Японии, так как появится противовес Английской эскадре. После встречи, И. Ф. Лихачёв отправил письмо великому князю Константину Николаевичу о том, что он получил устное согласие на устройство складов для наших судов на островах Цусима. Создание военно-морской станции на Цусиме не было поддержано консулом Российской империи в Японии И. А. Гошкевичем, так как не имело официального одобрения от А. М. Горчакова. А так же он считал, что устройство такой станции идёт вразрез с договором подписанным в Эдо в 1858 году графом Е. В. Путятиным с Японским правительством.
Несмотря на противостояние И. А. Гошкевича, «Посадник» 20 февраля отправился из Хакодате на Цусиму и 1 марта 1861 года стал на якорь в западной части бухты Татамура (ныне залив Асо) вблизи деревни Осаки. Действуя в высшей степени дипломатично, Н. А. Бирилёв сумел получить от губернатора Со Цусима-но-ками Мунэ Ёсиёри разрешение на обследование бухты Имосаки (Имоскака) и добился согласия на создание морской станции для Русского флота в этой же бухте. 2 апреля «Посадник» перешёл в эту бухту. 3 апреля на берегу был поднят русский флаг, установлена палатка и выбрано место для постройки склада и помещения для лазарета, а также определено место для текущего ремонта корвета. Старший штурманский офицер подпоручик Л. Чуркин организовал описную партию и занялся промером глубин и составлением подробной карты островов Цусимской гряды (карты, составленные офицерами «Посадника», впоследствии были изданы Гидрографическим департаментом Морского министерства). Сигнальный пост был выставлен на островке Уси, который находится на западном входе в бухту Татамура. Местные власти дали 15 плотников в помощь русским морякам. Часть команды развела огород и занялась подсобным хозяйством. 27 марта на клипере «Опричник» в бухту пришёл И. Ф. Лихачёв уже в звании контр-адмирала. При возведении сооружений японские плотники указывали лучшие деревья для вырубки и помогали спускать их к месту строительства. В начале апреля совместными усилиями приступили к возведению флигеля для начальника станции, лазарета, бани, склада для угля и шлюпочного сарая. Также была заложена пристань шириной 6 метров. По приказу Н. А. Бирилёва была организована школа для обучения японских мальчиков русскому языку, а местному правителю Мунэ Ёсиёри передали с корвета в дар пять пушек с боеприпасами. 16 апреля контр-адмирал И. Ф. Лихачёв на фрегате «Светлана» вновь посетил стройку.
В мае строящийся пункт посетил бакуфу Огури Тадамаса. Он пробыл 13 дней и передал Н. А. Бирилёву документ, разрешающий встречу с главой княжества. Далее, Н. А. Бирилёв сумел договориться с главным советником князя Мураока Ооми и губернатором острова Нии Моготииро. Ими был подготовлен документ где говорилось: «Князь Тсу-Симский вполне желает принять покровительство России во всех отношениях, во исполнение чего если Русское Правительство признает нужным держать здесь суда, то мы согласны охотно на это, и место от Хироуры до Имосаки включительно и по указанную черту отдать в распоряжение русских судов и под защиту их всю бухту Татамура, то есть от Усисима до Обунокоси. С другими нациями никакого дела иметь не будем. Мы просим Русское Правительство снабдить нас сколько будет можно новейшими огнестрельными оружиями, а также и просим русских обучать наших молодых офицеров новейшему военному делу… просим русских не нарушать наших древних обычаев и не стараться вскоренять их веру… Но все это мы можем выполнить только тогда, если не будет к тому препятствий со стороны нашего Правительства в Эдо».
20 мая, когда строительство пункта шло полным ходом, бухту Имосаки посетил отряд английских кораблей (фрегат «Актеон» (англ. HMS Actaeon (1831)) и две канонерские лодки). Н. А. Бирилёв принял британских офицеров и щедро поделился с ними своими припасами. Через несколько дней после ухода этих кораблей, английский посол Алькок прибыл к Гошкевичу за объяснениями. 2 июня остров посетили уполномоченные из Эдо — Огура Бунго-но-ками и Мидзогути Ясагуро. Одновременно с этим последовал протест английского консула в Нагасаки Гарриса. В это время в Японию пришла английская эскадра вице-адмирала Дж. Хоупа с флагманским корветом «Энкаунтер» (англ. Encaunter). Под давлением Алькока, Гарриса, Хоупа и не желая обострений с англичанами, японское правительство изменило свое отношение к русской станции на Цусиме, и отозвало разрешение на строительство. В августе на остров прибыл начальник английской эскадры вице-адмирал Хоуп, после чего отправился в южные гавани Приморья для встречи с И. Ф. Лихачёвым, но не встретив его, оставил письмо по поводу долгой стоянки русского корабля на острове Цусима. Немногим позже был прислан из Эдо формальный протест для передачи нашему консулу, но Мунэ Ёсиёри вернул его назад в Эдо. Некоторое время спустя дубликат этого протеста без изменений дошёл до Санкт-Петербурга, по мнению И. Ф. Лихачёва это было сделано посредством англичан. Н. А. Бирилёв затягивал свой уход с острова как мог, и только после личного распоряжения И. Ф. Лихачева стал собираться выйти в море. «Посадник» ушёл с острова 7 сентября, оставив вместо себя клипер «Опричник», через некоторое время к которому присоединился клипер «Абрек». В конце сентября и оба клипера покинули остров. Все строения, возведённые русскими моряками были сданы княжескому губернатору острова, который прислал письменное удостоверение, что все постройки и припасы оставленные в Имосаки будут сохраняться в целости. Окончательное урегулирование вопроса было поручено Н. П. Игнатьеву. В декабре министр-резидент при пекинском дворе Л. Ф. Баллюзек пояснил английскому посланнику в Китае Брюсу, что стоянка корвета «Посадник» на островах Цусима была обусловлена частной сделкой и, что правительство России не имеет к этому ни какого отношения, а вся ответственность лежит на командующем эскадры И. Ф. Лихачёве, которого к тому времени уже сместили с должности командующего эскадрой.
На этом инцидент был исчерпан.

## Результаты
Цусимский инцидент дал России понять то, что в условиях слабой заселённости и освоенности регионов Сибири и Дальнего Востока её военно-политические возможности в Тихом океане были весьма ограничены. Поэтому император отложил решение вопроса о незамерзающем порте. Но несмотря на свою кажущуюся безрезультатность, из цусимского инцидента Российская империя всё-таки сумела извлечь некоторую пользу: натолкнувшись на противодействие в северо-западном секторе Тихого океана, Великобритания отказалась от дальнейшего его освоения и переориентировалась на другие пункты.
Впоследствии И. Ф. Лихачёв писал: «Одного только мы, может быть, достигли: не дали Англии захватить этот остров».
В 1862 году в ходе инцидента в Намамуги был убит английский купец Чарльз Леннокс Ричардсон, на что английский посланник при японском дворе Рутерфорд Алькок предъявил японскому правительству счет на 110 тысяч фунтов стерлингов, а для демонстрации силы эскадра Хоупа бомбардировала город Кагосима. Новый начальник Первой независимой эскадры на Тихом океане А. А. Попов заметил, что если в Японии были бы русские военно-морские станции, то англичане не осуществили бы эти и действия.
Позже Россия вернулась к вопросу создания военно-морских станций в незамерзающих портах, и позднее был построен Порт-Артур, а также постепенно нарастила своё присутствие в Маньчжурии и Корее. Впрочем, без российского контроля над Цусимой Порт-Артур всегда был крайне уязвим, поэтому наибольшую выгоду из инцидента извлекла сама Япония, в которой началась реставрация Мэйдзи, приведшая к началу бурного экономического и военного развития страны и превратившая Японию в важную морскую державу, претендующую на территории Китая и Кореи, вытесняя оттуда европейские страны.